# Beretta M951A/M951R
Les Beretta M951A/M951R sont des pistolets mitrailleurs compacts de fabrication italienne issus du Beretta M1951.
Le A signifie Automatica pour tir automatique et le R est pour Raffica soit rafale dans la langue italienne.Ils préfigurent le Beretta 93R.

## Fonctionnement
Il fonctionne en simple action avec un sélecteur de tir (face droite de la carcasse).Le canon est plus long et plus lourd que sur le M951. Son chargeur est de 10 coups. Enfin, une poignée antérieure en bois est montée sur le M951A.

## Caractéristiques techniques
- Calibre: 9 mm.
- Munition: 9 mm Parabellum (9 x 19 mm).
- Longueur totale: 21,5 cm
- Longueur du canon: 125 mm.
- Masse de l'arme chargée: 1 395 grammes.
- Capacité du chargeur : 10 coups (accepte aussi les chargeurs 8 coups du M1951).
- Cadence de tir théorique : 1000 coups par minute.

## Sources
Cette notice est issue de la lecture des revues spécialisées de langue française suivantes :
- Cibles (Fr)
- Gazette des armes (Fr)
- Action Guns  (Fr)
- M. MALHERBE, Les Pistolets Beretta, Editions Pardès, 1991.
- R.L. Wilson, « L'univers de Beretta. Une légende internationale », Editions Proxima, 2001 (traduction française d'un livre US publié en 2000).